# Todd Huth
Pour les articles homonymes, voir Huth.
Todd Richard Huth (né le 13 mars 1963 à Pinole, en Californie) est un guitariste américain. Il est le plus connu en tant qu'un membre original du groupe Primus, avec Les Claypool (basse et chant) et Jay Lane (batteur).